# Вышивание

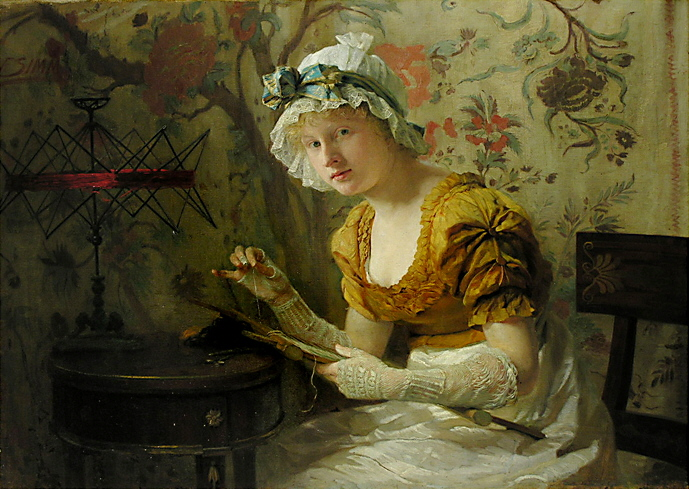
Вышивальщица, картина Франца Ксавера Зимма

Вышива́ние, или вы́шивка, — общеизвестное и распространённое рукодельное искусство украшать самыми различными узорами всевозможные ткани и материалы, от самых грубых и плотных (полотно, холст, кожа) до тончайших материй (батиста, кисеи, газа, тюля). Инструменты и материалы для работы вышивания: иглы, нити, пяльцы, ножницы.

## История
Страсть к украшению себя и своей одежды с целью выделиться чем-нибудь из окружающей среды свойственна человеческой природе, даже в первобытном состоянии. Многие древние культуры долго делают вышивания, например, американские индейцы украшают одеяла различными вышивками; лапландцы на своей одежде из оленьей кожи вышивают самые разнообразные узоры. Вышивание известно было в глубокой древности, и, как многих других отраслей искусства и науки, колыбелью его был Восток. В Азии это искусство широко процветало уже гораздо ранее того, чем оно стало известно грекам и римлянам, хотя греки и приписывают изобретение вышивания Минерве, Афине-Палладе.

### Античность

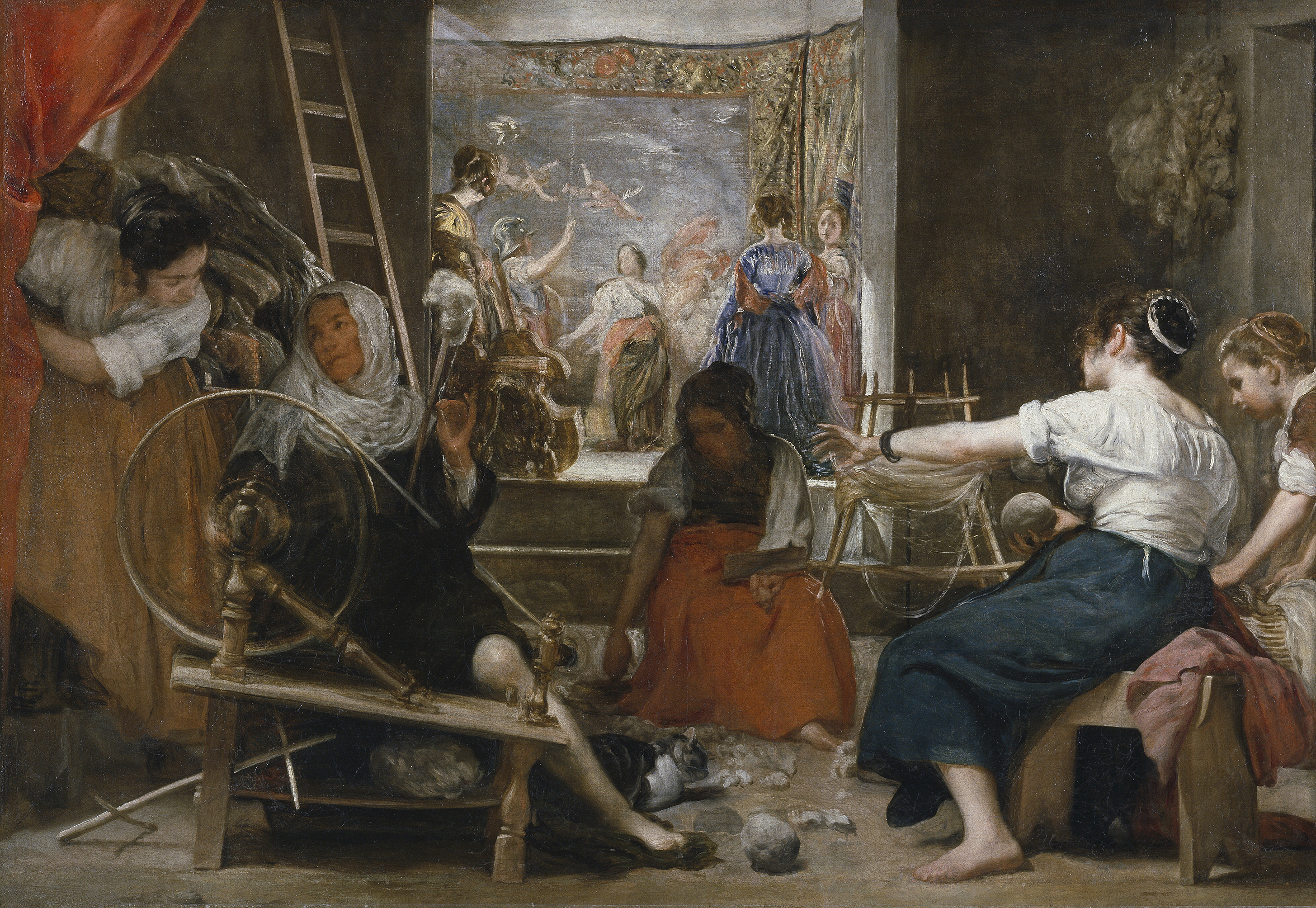
Веласкес, Состязание Афины с Арахной, 1644—1648, Прадо

Легенда об Арахне, подробно переданная в «Метаморфозах» Овидия рассказывает, что дочь красильщика Идмона в Колофоне, выучившись у богини ткать и вышивать превзошла в этом искусстве свою преподавательницу и, вызвав её на состязание, победила в большой вышивке, изображающей похождения богов. Минерва, рассерженная своим поражением, бросила челнок в голову соперницы; Арахна с горя повесилась и была богиней превращена в паука.
В «Одиссее» упомянуто о вышивании и указано на великолепный плащ Одиссея, передняя часть которого богато разукрашена золотым шитьём. Точно так же у Гомера написано, что Парисом привезены в Трою богатые вышивки из Тира и Сидона, славившихся уже в те времена своим искусством, а в III песне «Илиады» Гомера описываются занятия Елены Троянской, вышивавшей по белоснежной ткани битвы троян и греков.
Более развитое искусство вышивания заимствовано греками у персов, когда во время походов Александра Македонского они познакомились с роскошью азиатских народов. Страбон описывает удивление греков при виде одежд, покрытых золотыми вышивками и осыпанных драгоценными камнями, а также тонких индийских тканей, богато разукрашенных разноцветными вышивками. Победив Дария, Александр Македонский завладел его шатром и, придя в восторг от его роскошных вышивок, заказал себе великолепный плащ искусным киприоткам.
Некоторые писатели приписывают фригийцам изобретение вышивания золотом. Достоверно только, что римляне познакомились с ним через Аттала, царя пергамского, умершего в 133 году до н. э.; поэтому первые вышивки золотом получили название «атталинских»; но так как по искусству исполнения самые лучшие вышивки вообще были фригийские, то римляне называли все вышивки «phrygionae», а вышивальщиков — «phrygio». Первый появившийся в Риме в вышитой золотом одежде, был, по словам Дениса Галикарнасского, Тарквиний Древний. Вообще, страсть к богатым вышивкам быстро распространилась в Греции и Риме и доходила до таких чудовищных размеров, что нередко правительство запрещало или, по крайней мере, указывало несколько сократить безумную роскошь, но безуспешно. Ещё и ранее того, у древних азиатских народов, эта страсть к богатым вышивкам была так развита, что против неё возникали нередко сильные протесты; так, например, пророк Иезекииль осуждал женщин своего времени за их безумную роскошь в украшениях и вышивках.
Шёлк, происходя из Китая, стал известен на Западе гораздо позже; хотя Аристотель и упоминает о червяке, изменяющемся 3 раза, и о шёлковой пряже, но это только исключительный факт, и всего вероятнее, что даже на Востоке, в Персии, Индии, Египте с шёлком познакомились незадолго до нашей эры. В Риме он впервые появился во времена Юлия Цезаря: Вергилий первый говорит о шёлке, но ещё при императоре Тиверии шёлк считался большою редкостью и стоил чрезвычайно дорого. Так как китайцы ревниво оберегали вывоз в другие страны тутовых шелкопрядов, то император Юстиниан, чтобы добыть их, должен был прибегнуть к хитрости: два монаха богомольца доставили ему в Византию в своих бамбуковых посохах несколько червяков; с тех пор разведение шелковичных червей и производство шёлка стало быстро распространяться — сначала в Малой Азии, а потом и на юге Европы.

### Древний Восток
Во времена Моисея, искусство вышивания было сильно развито, особенно славился своим искусством Ахалиаб из колена Дана. Одежда Аарона и сыновей его во время богослужений выделана из полотна и расшита разноцветными узорами. В книге «Исход» написано о занавеси, скрывающей Святую Святых, что из льняной ткани с вышитыми по ней пунцовыми херувимами. Соломон заказал для своего храма вавилонянам, славившимися своим искусством, голубую занавесь с вышитыми по ней пурпуровыми херувимами.
Ассирийцы и евреи, вероятно, заимствовали вышивание из Древнего Египта. О значительном распространении вышивания в Египте свидетельствуют сохранившаяся, хотя и в редких случаях, вышитая одежда на мумиях и изображения фараонов на саркофагах и на памятниках.
Так как древние народы были пастухами, то и первые ткани и вышивки выделывали из шерсти. Впоследствии, когда в Египте открыли волокнистые свойства некоторых растений, преимущественно пеньки и льна, из них стали выделывать ткани, которые по своей белизне оказались особенно подходящими к великолепию религиозных обрядов и для этой цели употребляли у всех древних народов. Позднее в Индии найдено было хлопчатобумажное растение, и там начали делать тончайшие ткани, по которым вышивали шерстяными, бумажными и, наконец, золотыми нитями.

### Византия
При византийских царях искусство вышивания достигло высокой степени совершенства, как по богатству, так и по исполнению. Вышивками не только покрывали одежду, но с особенною роскошью вышивали конские сбруи и сёдла. При византийских же царях введено впервые в вышивку употребление серебряных нитей. Неизвестно, существуют ли византийские вышивки древнее VII века н. э.[уточнить]; это сомнительно[кому?], хотя в Петербурге, в Эрмитаже хранят шерстяную материю с вышитыми по ней зелёными и жёлтыми пальмами, которую считают[кто?] произведением III века нашей эры.
В Бамберге (Бавария) находится древняя византийская вышивка, найденная в могиле Гумберта, епископа бамбергского, умершего в 1062 году. Эта вышивка представляет императора Константина (верхом на белом коне), которому поклоняются Запад и Восток в лице двух женщин, подносящих ему, одна — шлем войны, другая — лавровый венок.
Когда в VII веке быстро распространяющийся ислам стал наносить жестокие удары могуществу Византийской империи, оно нисколько не повлияло на дальнейшее развитие и процветание искусства вышивания. Роскошь калифов в этом отношении доходила до баснословных размеров, не только одежда, конская сбруя и сёдла, но и сапоги и ножны сабель украшали вышивками.

### Средневековье
В числе подарков, посланных Гаруном аль-Рашидом Карлу Великому, был роскошно вышитый шатёр. Во Франции ещё ранее того, благодаря установившимся частым торговым сношениям с греческими колониями, искусство вышивания стало быстро распространяться, но первые сюжеты вышивок почти исключительно заимствованы из Священного Писания. Карл Великий, сам любивший роскошно одеваться, дал сильный толчок дальнейшему развитию этого искусства. При его дворе все женщины, начиная с жены его Берты[уточнить] и дочерей, были искусными вышивальщицами. Сестра его Гизелла основала несколько монастырей в Провансе и в Аквитании, где преподавались рукодельные работы. Особенно известна хранящаяся в музее в Байё (Bayeux), большая и искусная, хотя и наивная по исполнению, вышивка Матильды, жены Вильгельма Завоевателя, изображающая все эпизоды завоевания Англии нормандским герцогом.
В Англии ещё ранее того искусство вышивки уже стояло на высокой степени совершенства; в VII веке игуменья монастыря св. Этельреда поднесла богатую вышивку епископу св. Кутберту. На знамени, сопутствовавшем Альфреду Великому во всех его битвах, вышит был датскими принцессами ворон, а Эдита Уэссекская, жена Эдуарда Исповедника, была известна в Англии как искусная вышивальщица.
Из Англии это искусство перешло в Германию, где вскоре получило широкое применение. Генрих Святой особенно почитал хорошие вышивки, а Гизелла, жена короля Венгрии, св. Стефана, устроила вблизи своего дворца мастерские для тканья и вышивания; здесь изобретён так называемый «венгерский шов», в котором весь фон вышивают зигзагами.
Крестовые походы, близко познакомившие жителей Западной Европы с великолепием Востока, много способствовали широкому распространению богатых вышивок, заимствованных как с византийских образцов, так и у мусульман. Особенно занимались этим искусством в монастырях; также и знатные дамы в замках, пока их мужья и рыцари отправились в походы.

### Возрождение
Установившиеся торговые отношения Венеции, Генуи и других итальянских городов с азиатскими народами быстро вновь развили вкус к богатым украшениям в странах юга Европы. Особенно славились вышивки миланские, лукские, венецианские и генуэзские. В эпоху Возрождения, когда при великолепии двора Лоренцо Медичи дан сильный толчок развитию всех видов искусств, вышивка достигла высокой степени совершенства. Лучшие художники делали рисунки для вышивки, сам Рафаэль интересовался этим искусством.

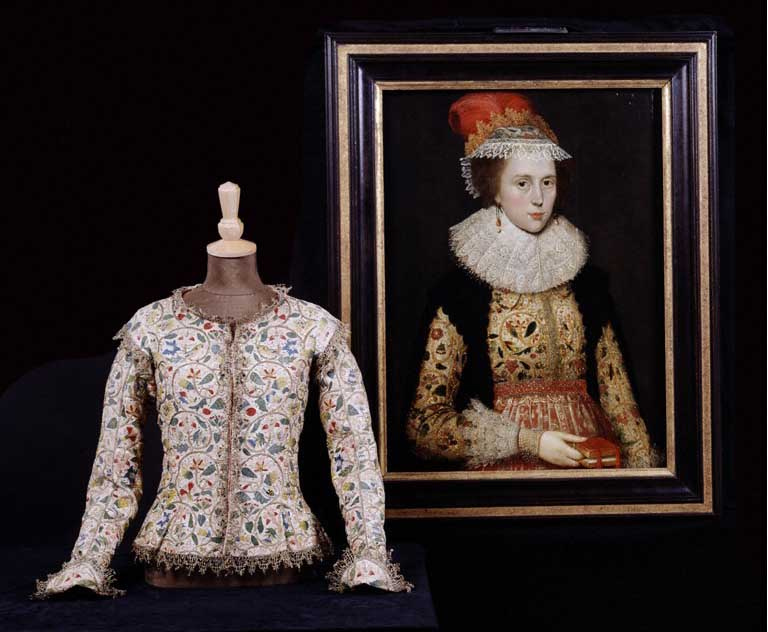
Расшитый жакет и портрет Маргарет Лейтон, около 1610. Музей Виктории и Альберта (Лондон)

Испанцы, подражая итальянцам, также достигли большого искусства в вышивке; о чём свидетельствуют некоторые вышитые картины и вышивки со священною целью, сохранившиеся во многих музеях и коллекциях. Между ними особенно замечательна картина, изображающая Адама и Еву, в музее Клюни и церковный аналой, подаренный Карлом V монастырю св. Юста (St. Just), куда он удалился в последние годы жизни и где он умер в 1558 году. Эта вышивка находится в коллекции Spitzen.
Долгое время в одной Саксонии исполняли вышивание белой нитью по белым тканям (фр. broderie blanche). В остальных государствах почти исключительно вышивали по сукну или шёлку золотыми, серебряными, шерстяными и шёлковыми нитями.
Сначала узоры для вышивки переходили из рук в руки и копировались самими вышивальщицами, что нередко представляло им большие затруднения; после изобретения книгопечатания узоры сделались более общедоступными, они собирались и издавались в специальных с этой целью книгах. Первый сборник такого рода издан в Кёльне в 1527 году Пьером Квинти (Pierre Quinty). В изыскании новых моделей для вышивок рисовальщики старались ближе подходить к природе и перенимать все оттенки живых цветов и растений. Заметив это, некто Жан Робин (Jean Robin) вздумал устроить специальный сад для этой цели и стал в нём разводить редкие растения. Его затея имела успех; вскоре его цветочное заведение куплено Генрихом IV и стали называть «королевским садом». В 1626 году учёному Гюи де ла Броссу (Guy de la Bross) пришла мысль воспользоваться этим садом с его многочисленными растениями для научного обучения студентов-медиков. Так был основан первый ботанический сад (Jardin des Plantes) с его музеем естественных наук, вышивка косвенным образом оказала помощь и услугу науке.
Многие знаменитые женщины во Франции были искусными вышивальщицами: Екатерина Медичи, окружённая своими дочерьми, их кузинами де Гиз, Мария Стюарт, де Ментенон. Последняя ввела преподавание этого искусства в женской школе St.-Syr, ею основанной. Мария-Антуанетта также много вышивала, особенно по канве мелким швом (фр. au petit point).

## Виды и способы

### Виды вышивания
- Вышивка синелью
- Вышивка крестом
- Вышивка полукрестом[англ.] (гобеленовое шитьё)[1]
- Вышивка гладью
- Вышивка Ришелье (ажурная вышивка)
- Вышивка лентами
- Вышивка шёлком
- Золотное шитьё (золотыми нитями)
- Вышивка бисером
- Изонить
- Орловский спис
- Аппликация

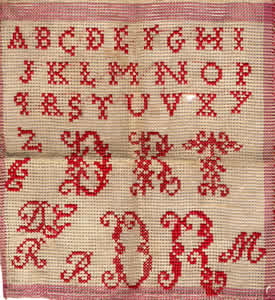
Алфавит, выполненный крестом

- Кэндлвик[англ.] (candlewicking) — стиль вышивки, обычно нитями натурального цвета на натуральном полотне, с использованием глади и французских узелков

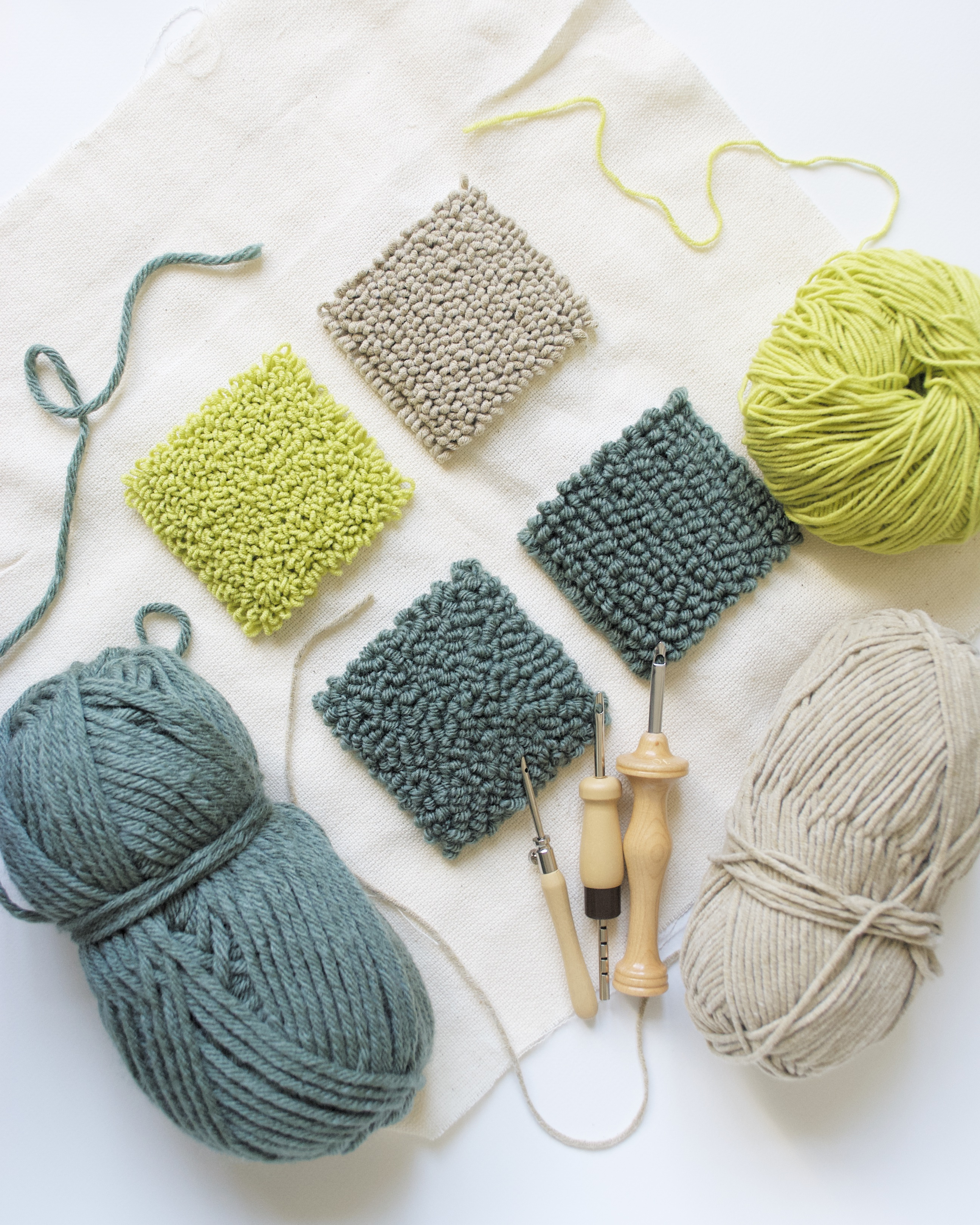
Варианты петель ковровой вышивки с помощью разных ковровых игл

- Варианты петель ковровой вышивки с помощью разных ковровых иглКовровая вышивка (англ. punch needle) — вышивка специальной ковровой иглой, которая проталкивает пряжу или другие нити (шнур, рафию) через ткань, таким образом формируя петли с обратной стороны[2]

### Национальные виды вышивки
- Древнерусское лицевое шитьё

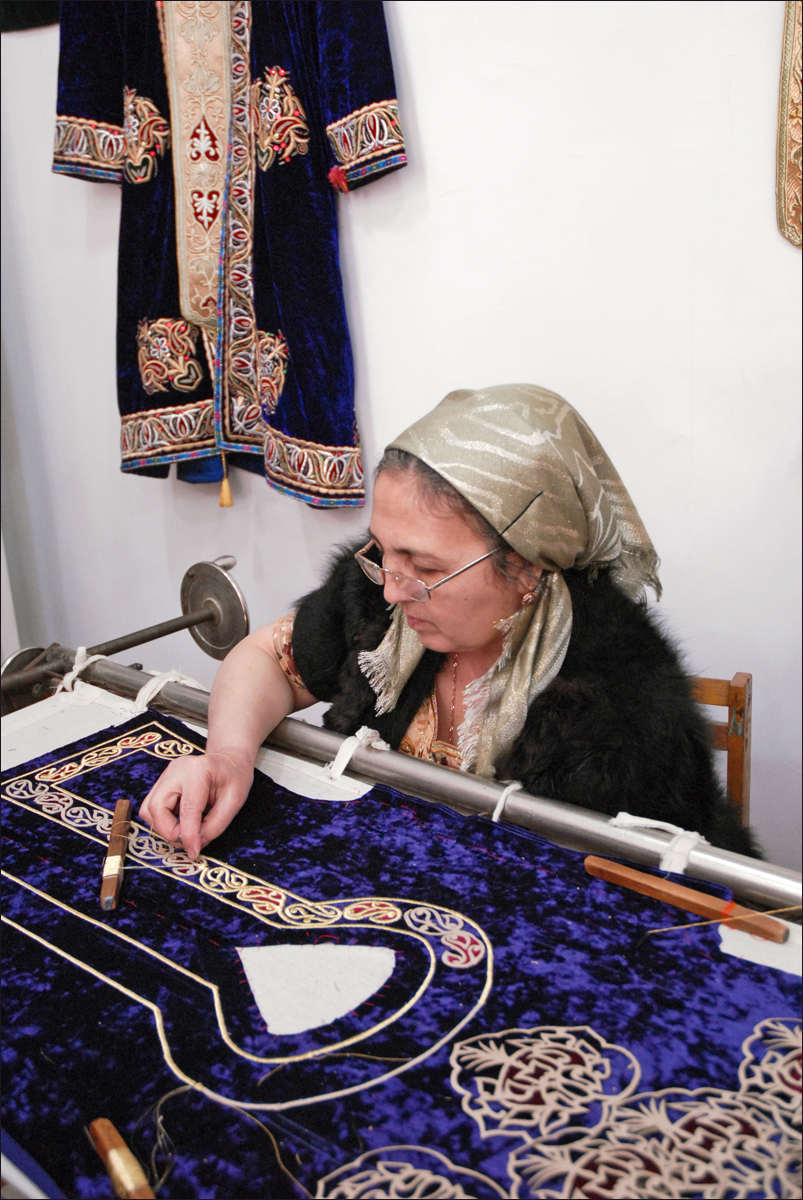
Вышивальщица из Бухары, Узбекистан

- Крестецкая строчка (или крестецкая вышивка)
- Кайтагская вышивка
- Решетиловская вышивка
- Сучжоуская вышивка
- Торжокские золотошвеи
- Марийская вышивка
- Тэмари
- Чувашская вышивка
- Орьнек (крымско-татарская вышивка)

### Способы вышивания
- Машинная вышивка
- Ручная вышивка

#### Машинная вышивка
С некоторых пор ручной труд для простых вышивок почти совершенно вытеснен машинным шитьём. Первая вышивальная машина появилась во Франции в 1821 году, но имя изобретателя осталось неизвестно, и вообще не осталось никаких сведений относительно её механизма. 4 года спустя Бартелеми Тимонье д’Амплепи (Barthelemy Thimonnier d’Amplepis) изобрёл другую машину, которая не оказалась удобоприменимой для широкого производства. Наконец, на французской выставке 1854 года появилась машина Гейльмана, которая возбудила всеобщий восторг и произвела переворот в производстве вышивок. С тех пор в машине Гейльмана сделано несколько незначительных изменений, из которых самые удачные изобретены Барбом Шмитцом из Нанси; но принципиальная идея и механизм машины Гейльмана остались те же.
Машинное вышивание возможно применять к не особенно сложным узорам для широкого распространения, иначе затраты при введении нового рисунка окажутся велики.
В конце 1880-х годов в Западной Европе, особенно во Франции, стали широко распространять вышивки по русским общеизвестным образцам, с петушками, конями и фигурами, вышиваемыми красными, синими и жёлтыми нитями по белой ткани. Одежды с подобными вышивками в 1890 и 1891 годов можно было встретить часто в Париже на женщинах в собраниях, а особенно на молодых дамах и детях.

## Применение
- Скатерти
- Подушки
- Салфетки
- Носовые платки
- Рушник
- Воротник
- Покрывало, постельное белье
- Картины
- Иконы, хоругви
- Вышиванка, мужская сорочка

## Галерея

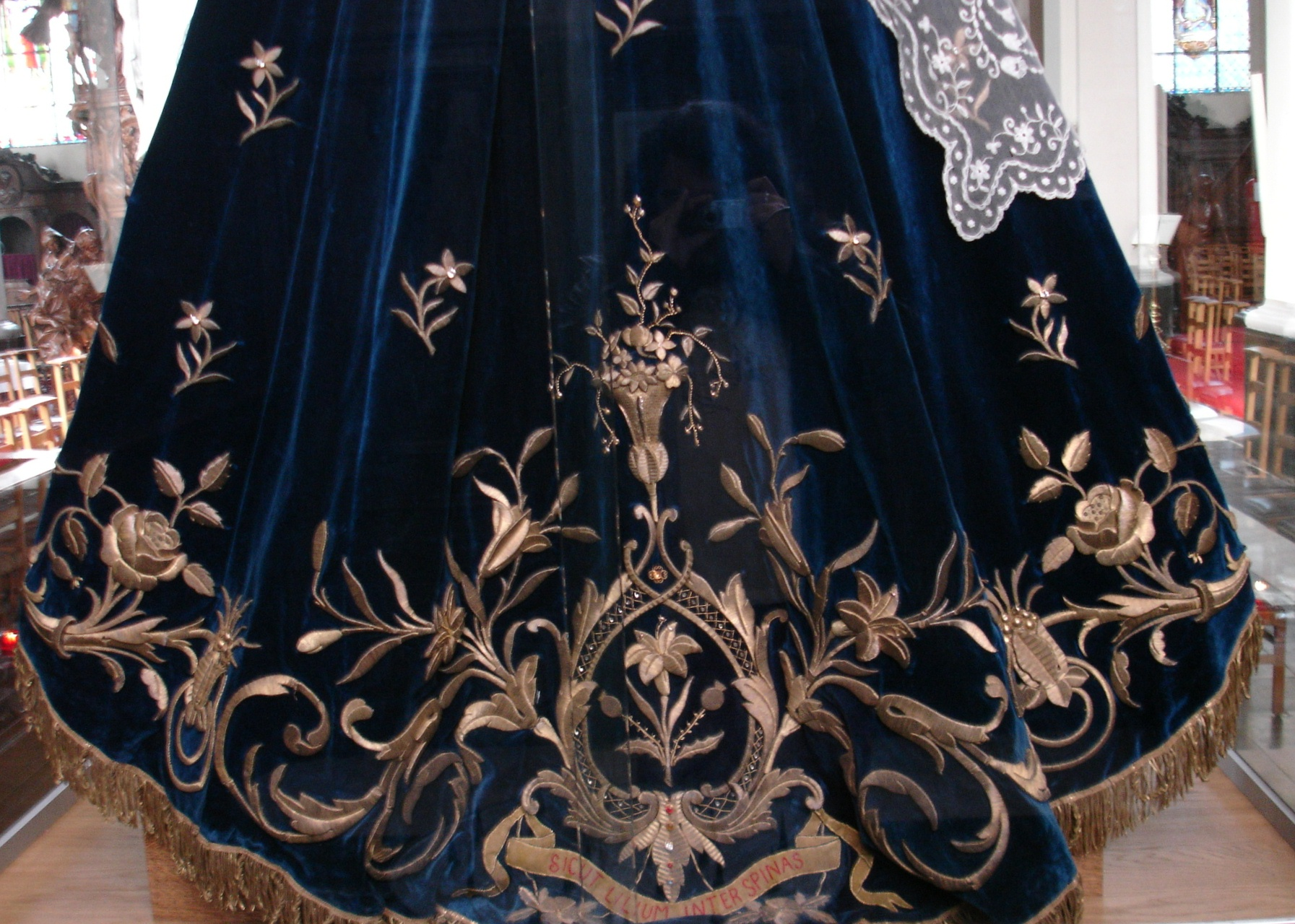
Золотное шитьё
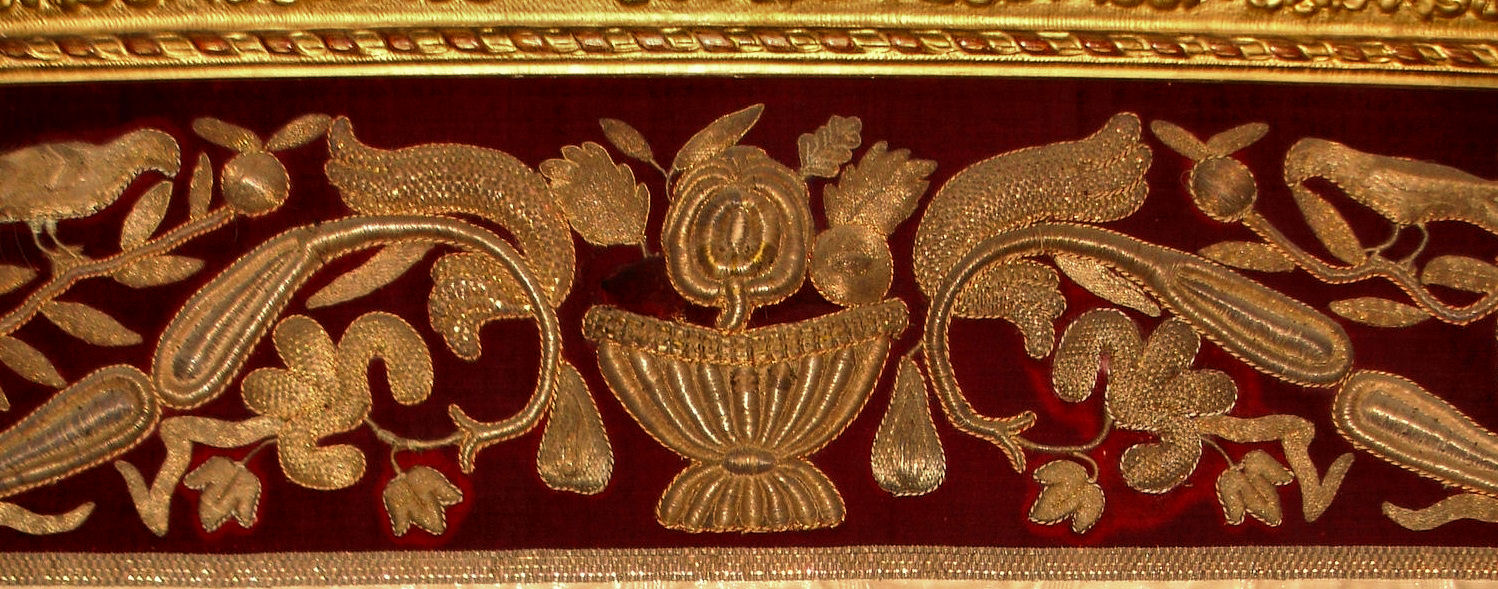
Золотное шитьё, 1660, Фландрия
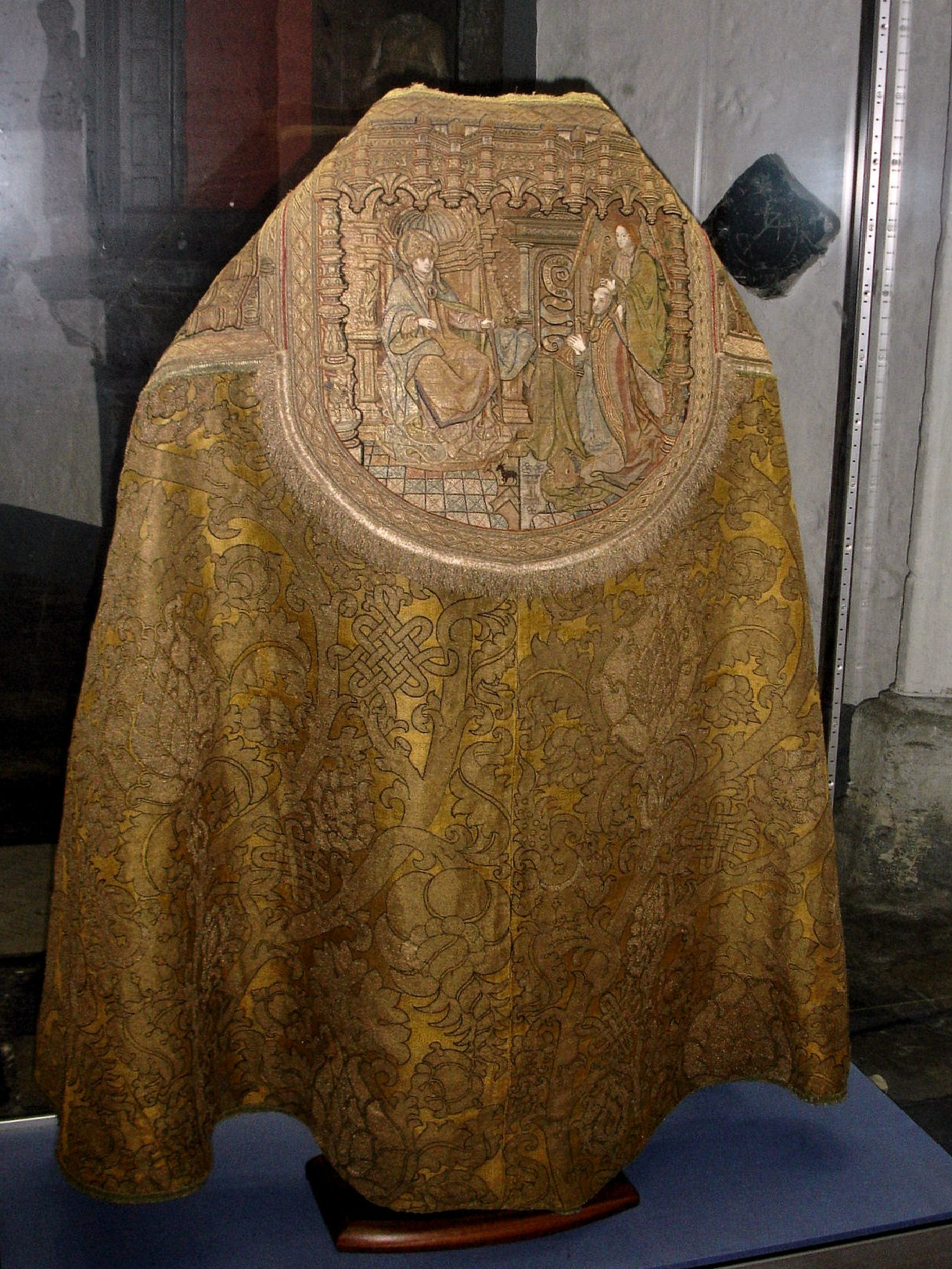
Вышивка, XV век, Бельгия
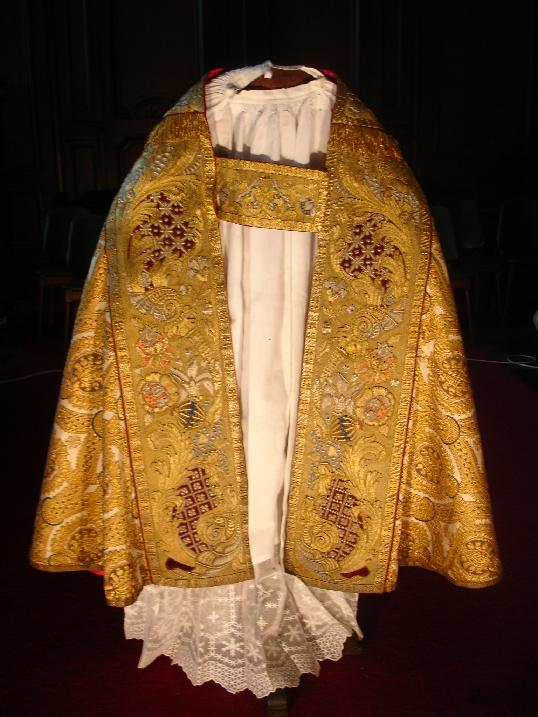
Золотая вышивка, XVIII век
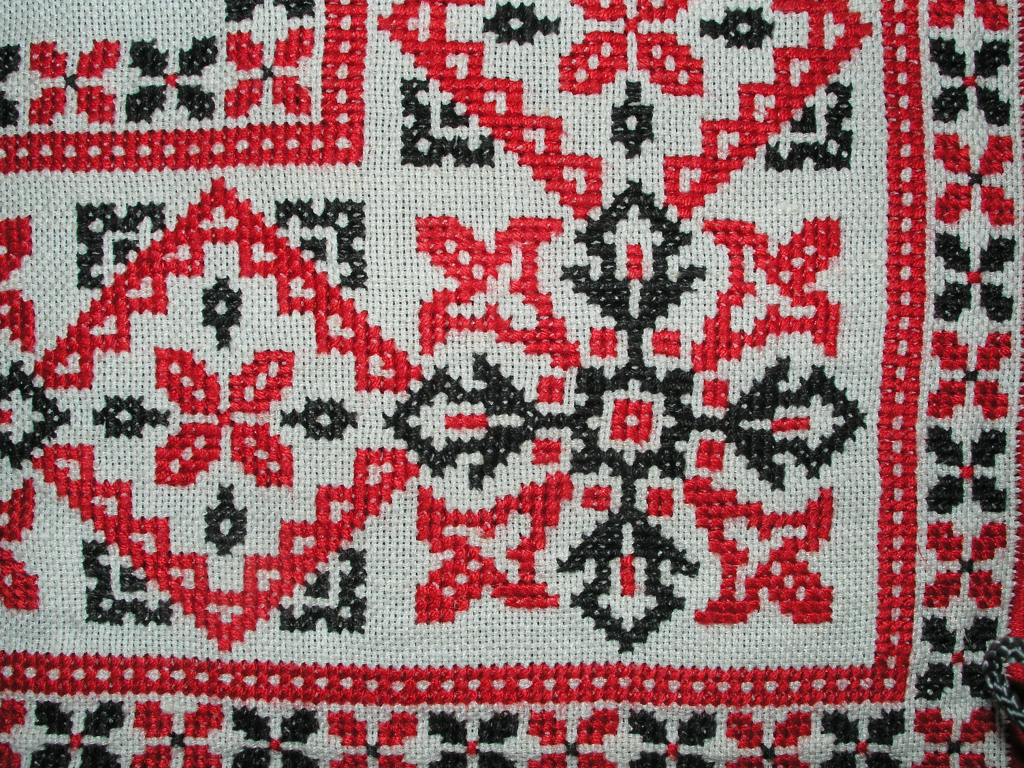
Вышивка крестом, Венгрия, середина XX века
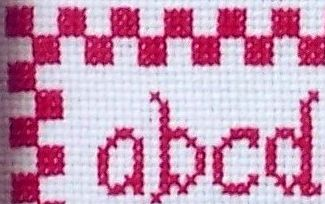
Вышивка крестом
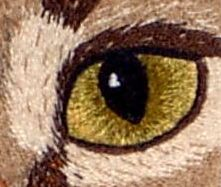
Вышивка гладью
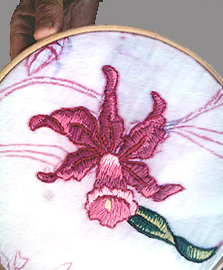
Вышивка гладью
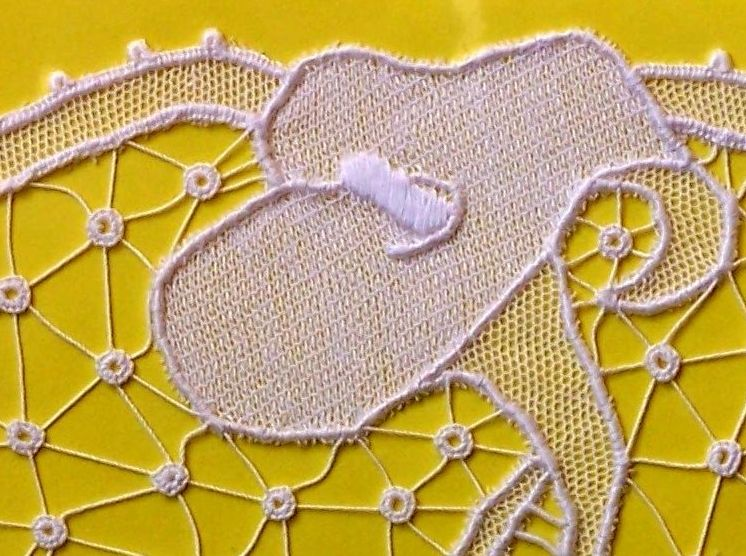
Ажурная вышивка
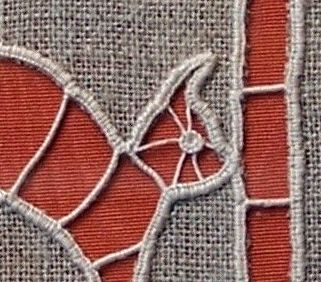
Ажурная вышивка
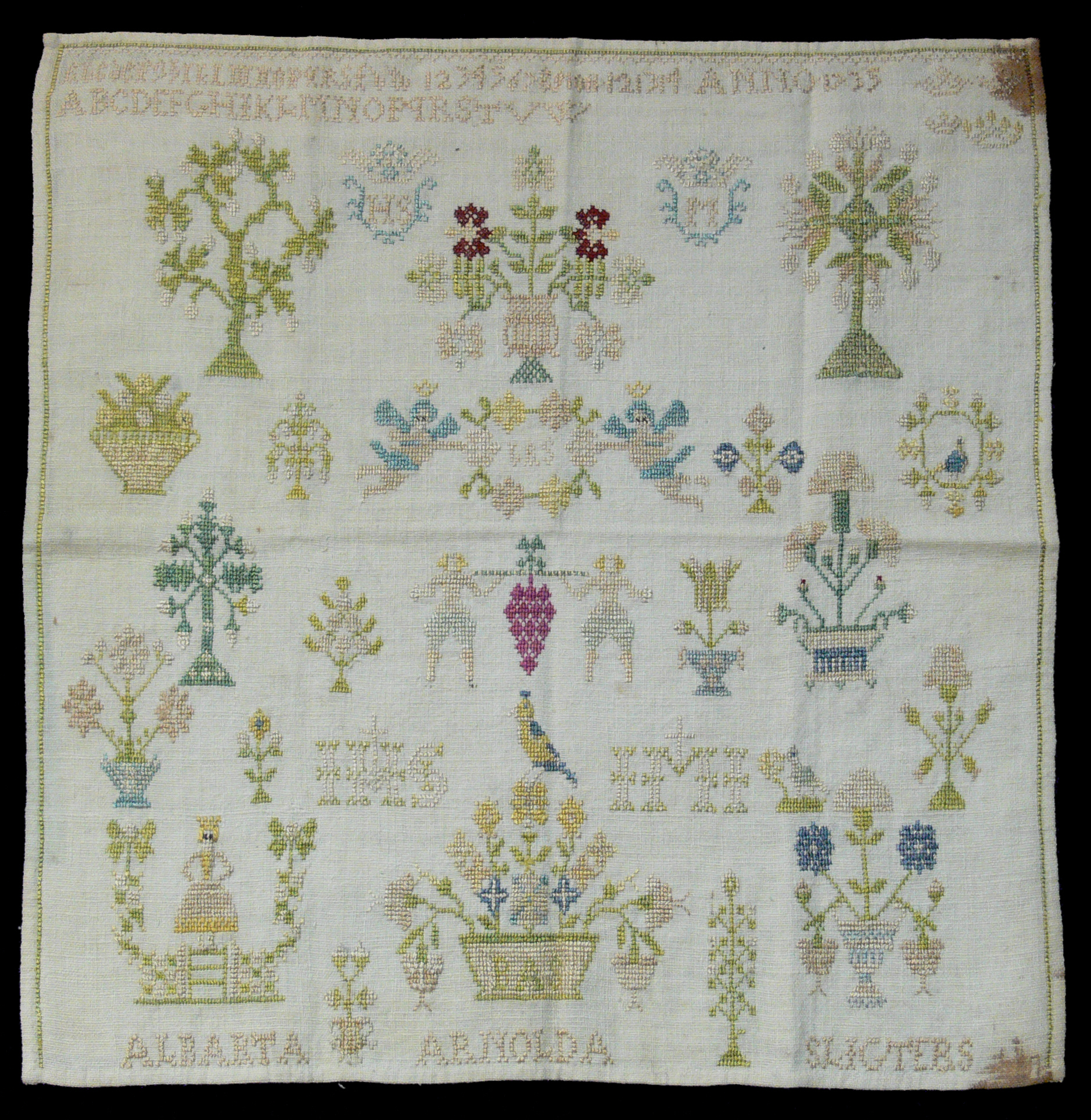
Вышивка 1735 года
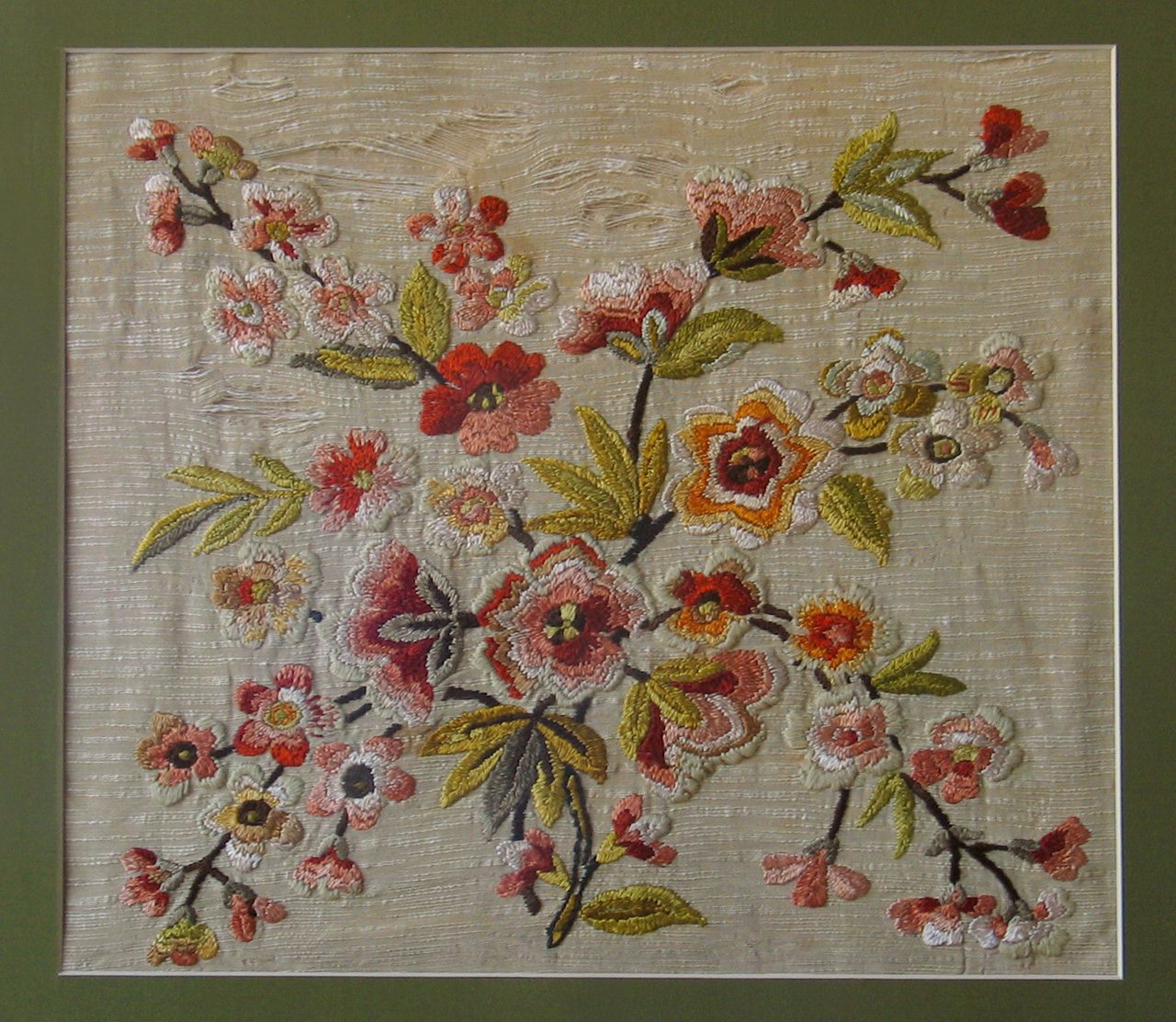
Шёлковая гладь
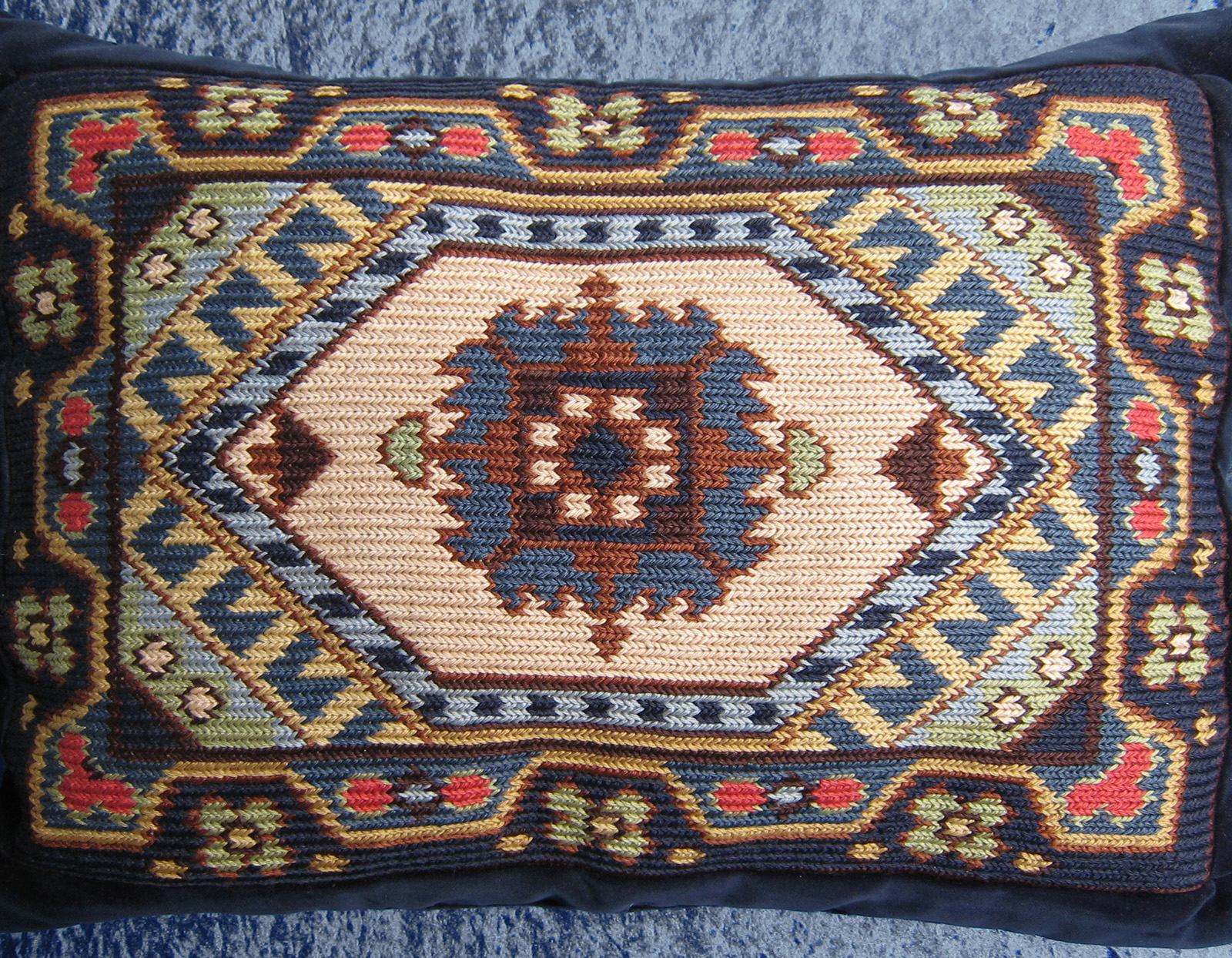
Вышивка «келим»
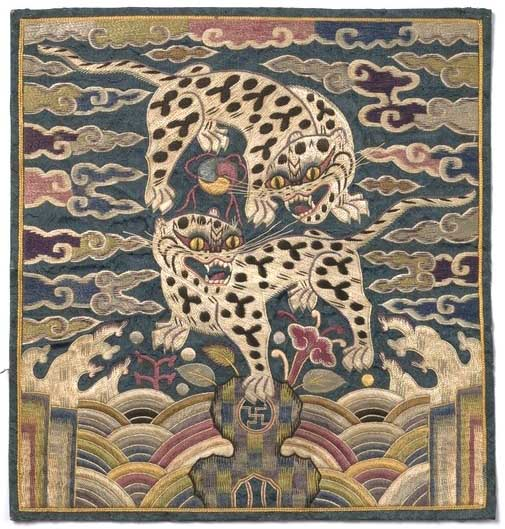
Знак различия (нагрудная нашивка) корейского генерала (Династия Чосон); XIX век
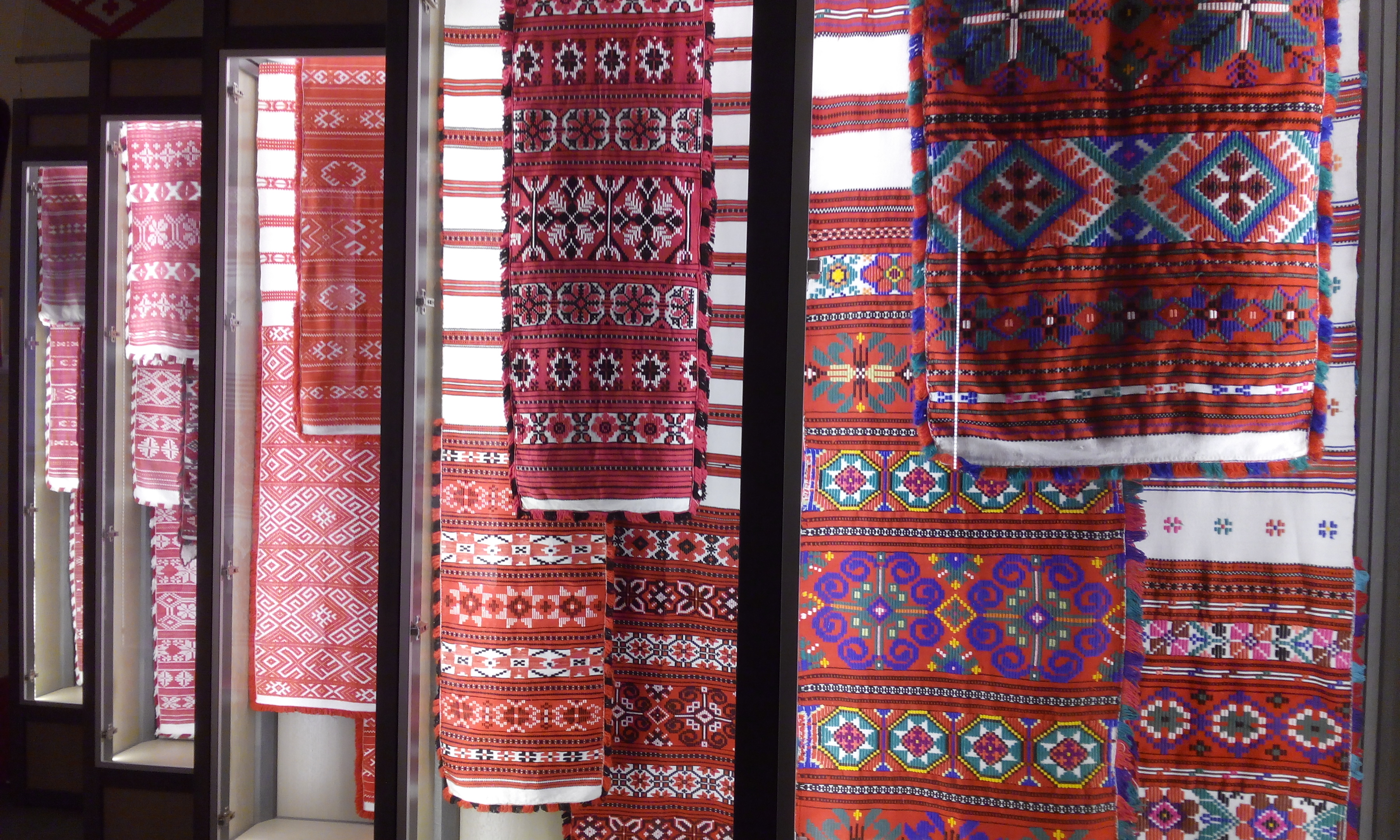
Национальная белорусская вышивка
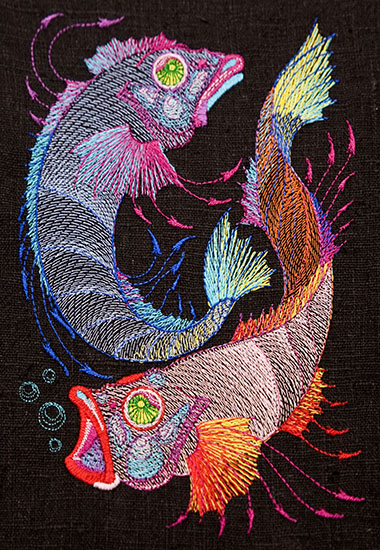
Карпы кои, (машинная вышивка)
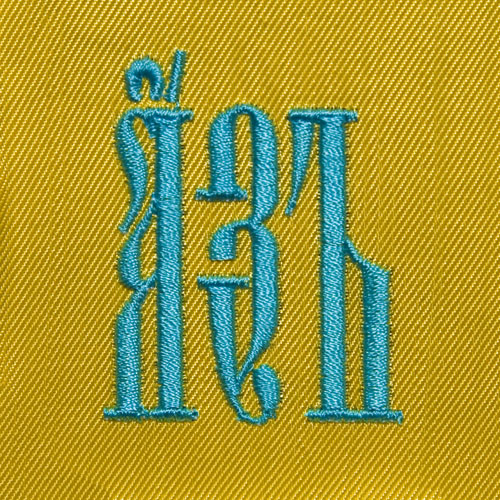
Церковнославянский шрифт «Кафизма», (машинная вышивка)
Эстонская национальная (мухуская) вышивка на шаре диаметром 1,5 м
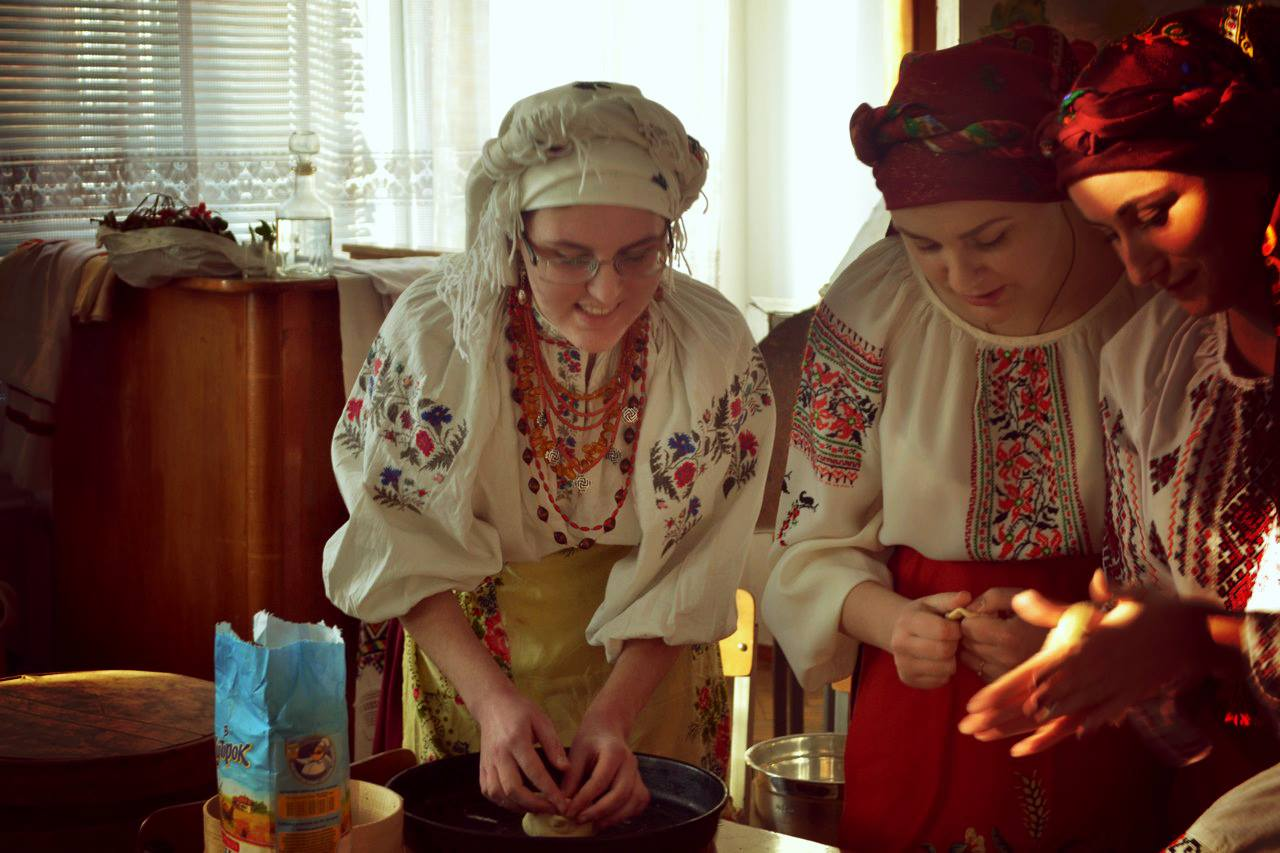
Вышивка на украинских сорочках

## Другие виды рукоделия
- Аппликация текстильная
- Шитьё
- Вязание
- Кружево
- Бисер
- Батик
- Фриволите